# گای لومباردو
گای لومباردو (انگلیسی: Guy Lombardo؛ زاده ۱۹ ژوئن ۱۹۰۲ درگذشته ۵ نوامبر ۱۹۷۷) یک نوازنده اهل کانادا بود. وی بین سال‌های ۱۹۲۴ تا ۱۹۷۷ میلادی فعالیت می‌کرد.